# Ibn al-Saghir
Ibn al-Saghir (en arabe : ابن الصغير), est un historien, auteur d'une chronique sur les Imams rostémides de Tahert, il a vécu au sein de l'Imamat rostémide pendant le règne de deux imams, Abū al-Yaqazān et Abū Hatim.

## Biographie
Ibn al-Saghir a résidé à Tahert, dans l'actuelle Algérie occidentale, pendant une période correspondant au règne du cinquième Imām, Abū l-Yaqẓān (874–94), ainsi que pendant le règne de son fils Abū Hatim.
Dès sa jeunesse, il était propriétaire d'une boutique située dans le quartier d’al-Rahādina à Tahert, fréquentant la mosquée de ce quartier. Bien que certains auteurs le considèrent comme un malikite, il semble plus probable qu'Ibn al-Ṣaghir ait été un chiite, comme en témoignent ses inclinations alides exprimées à plusieurs reprises dans sa chronique.
Malgré une déclaration anti-ibadite présente dans un passage de son œuvre, ses sentiments envers les Ibāḍites de Tahert, et en particulier envers les Rostémides, n'étaient pas hostiles. Il offre une description bienveillante de l'Imāmat rostémide et particulièrement le règne du premier Imām, Abd al-Raḥmān.

## Œuvre
Ibn al-Saghir est historien et l'auteur d'une chronique sur les Imams ibadites de Tahert,
intitulée Akhbar al-Aimmah al-Rustumiyyin. Il a rédigé cet ouvrage vers 903, où il présente un récit biographique, organisé chronologiquement, sur la prise du pouvoir par les Imams rostémides.
Dès le début de son livre, Ibn al-Saghir explique qu'il relate avec précision certaines histoires des Ibadites, transmises par leurs ancêtres. Son œuvre revêt une grande importance dans l'histoire de l'Algérie médiévale, car elle traite d'une des premières dynasties du Maghreb central à cette époque. Il s'agit du plus ancien document parvenu jusqu'à présent sur les ibadites de l'Afrique du Nord. Cette chronique deviendra l'une des références majeures pour les auteurs postérieurs de l'ibadisme tels que Al-Darğini, Al-Šamahi et Al-Barrādi.
L'ouvrage d'Ibn al-Saghir est une source importante pour la compréhension de Tahert avant sa conquête par l'armée fatimide en 909. L'auteur met en avant la stature intellectuelle de l'Imāmat et sa réputation pour la justice au sein des communautés ibadites du Machrek. Il souligne la diversité des tribus composant l'Imāmat, telles que Lawāta, Matmata , Zénètes et Houaras, et décrit minutieusement l'organisation militaire rustamide ainsi que l'administration de l'État.
Adolphe de Calassanti Motylinski présente la chronique comme « La monographie de Tahert ibadite dans sa vie intime ». L'auteur décrit également les scissions et guerres de succession qui ont marqué l'histoire de l'Imāmat, y compris la naissance du schisme des Nekkarites. En outre, il évoque le développement du commerce transsaharien et les bonnes relations entre Tahert et Sijilmassa.